# Rullsvansleguaner
Rullsvansleguaner (Leiocephalus) är ett släkte som utgör en egen familj i underordningen Iguania bland de fjällbärande kräldjuren. De lever endemiskt på Stora och Små Antillerna från Kuba till Trinidad. De föredrar torra områden som öppna skogar, steniga stäpper och sandiga kustlinjer.
Medlemmar av familjen flyttades till södra Florida och de lever där i vildmarken.

## Kännetecken
Dessa djur når en längd mellan 15 och 32 centimeter (med svans), beroende på art. Längden för bålen och huvudet ligger mellan 5,5 och 14 centimeter. De har ett ganska robust utseende och ofta färgglada mönster. Hannar är vanligen större och har ett tjockare huvud. Över ögonen finns tydliga knölar.

## Levnadssätt
Rullsvansleguaner vistas på marken. Födan utgörs av insekter, mindre ödlor, blommor och frukter. Honor lägger bara ett fåtal ägg (ett till tre) men dessa är ganska stora. Arterna vistas vanligen i öppna landskap och de är aktiva på dagen.

## Arterna
Hittills har 24 arter beskrivits och två av dessa, L. eremitus och L. herminieri, är redan utdöda. Alla arter (med undantag av L. carinatus som förekommer på Kuba, på korallrevet Bahama Banks och på tre av Caymanöarna) lever endemiskt på en enda ö. På Hispaniola finns 12 arter men ofta har varje ö sin egen art. Arten från Jamaica är bara känd som fossil.
- Leiocephalus anonymous  PREGILL, 1984
- Leiocephalus apertosulcus  ETHERIDGE, 1965
- Leiocephalus barahonensis  SCHMIDT, 1921
- Leiocephalus carinatus  GRAY, 1827
- Leiocephalus cubensis  GRAY, 1840
- Leiocephalus cuneus  ETHERIDGE, 1964
- Leiocephalus endomychus  SCHWARTZ, 1967
- Leiocephalus eremitus  COPE, 1868
- Leiocephalus etheridgei  PREGILL, 1981
- Leiocephalus greenwayi  BARBOUR & SHREVE, 1935
- Leiocephalus herminieri  DUMÉRIL & BIBRON, 1837
- Leiocephalus inaguae  COCHRAN, 1931
- Leiocephalus jamaicensis  ETHERIDGE, 1966
- Leiocephalus loxogrammus  COPE, 1887
- Leiocephalus lunatus  COCHRAN, 1934
- Leiocephalus macropus  COPE, 1863
- Leiocephalus melanochlorus  COPE, 1863
- Leiocephalus onaneyi  GARRIDO, 1973
- Leiocephalus personatus  COPE, 1863
- Leiocephalus pratensis  COCHRAN, 1928
- Leiocephalus psammodromus  BARBOUR, 1920
- Leiocephalus punctatus  COCHRAN, 1931
- Leiocephalus raviceps  COPE, 1863
- Leiocephalus rhutidira  SCHWARTZ, 1979
- Leiocephalus schreibersii  GRAVENHORST, 1837
- Leiocephalus semilineatus  DUNN, 1920
- Leiocephalus stictigaster  SCHWARTZ, 1959
- Leiocephalus vinculum  COCHRAN, 1928